# Matrize (Genetik)
Als Matrize wird in der Genetik ein Quell-DNA- oder -RNA-Strang bezeichnet, der beim Aufbau eines komplementären DNA- oder RNA-Stranges als Vorlage dient.

Schema einer DNA-Replikationsgabel. Als Matrize dienen hier die beiden DNA-Stränge, deren Rückgrat (Desoxyribose-Phosphat) türkisblau dargestellt ist. An ihnen wird jeweils über komplementäre Basenpaarung ein neuer DNA-Strang aufgebaut, dessen Rückgrat hellgrün dargestellt ist. Die zugehörigen Nukleobasen sind durch ihre Anfangsbuchstaben symbolisiert, die Pfeilrichtung gibt die Syntheserichtung (5′→3′) an. Das Ergebnis der Replikation sind zwei DNA-Doppelstränge mit gleicher Basensequenz.

Bei der Synthese eines Nukleinsäurestranges unter Wirkung von Polymerasen wird die Reihenfolge seiner Bausteine, der Nukleotide, jeweils über komplementäre Basenpaarung durch die Abfolge von Nukleobasen im vorliegenden Matrizenstrang vorgegeben. Die in Form der festgelegten Formation abgelegte Information wird somit in der neuformierten Nukleotidsequenz weitergegeben. Doch hat der neu synthetisierte Strang nun eine zur Vorlage komplementäre Abfolge von Basen und läuft in seiner Richtung (5′→3′) der Matrize entgegen.
Zwei derart gepaarte Stränge von Nukleinsäuren – aus DNA/DNA, RNA/RNA oder hybrid DNA/RNA bzw. RNA/DNA – sind immer gegenläufig, sie laufen antiparallel. Synthetisiert werden Nukleinsäuren in 5′→3′-Richtung; die vorliegende Matrize wird dabei 3′→5′ in Gegenrichtung abgelesen.
Der genetische Begriff wurde in Anlehnung zum Begriff der Matrize in der Druckindustrie eingeführt. In der englischen Fachsprache fand eine ähnliche Herleitung statt, hier wird die Matrize als template (englisch für „Vorlage“ oder „Schablone“) bezeichnet.

## Beispiele
Bei der DNA-Replikation wird der DNA-Doppelstrang zunächst durch eine Topoisomerase entwunden und durch Helicasen geöffnet. Die beiden Einzelstränge dienen dann als Matrizen, an denen durch eine DNA-abhängige DNA-Polymerase die beiden neuen Stränge synthetisiert werden.
Bei der Transkription von Genen dient der codogene Strang der DNA als Matrize zur Erstellung der mRNA durch eine DNA-abhängige RNA-Polymerase.
Telomerase ist ein Enzym, das eine RNA-Matrize nutzt, um die DNA-Sequenz von Telomeren an den Enden eukaryontischer Chromosomen zu synthetisieren. Eine solche RNA-abhängige DNA-Polymerase ist auch die Reverse Transkriptase von Retroviren. Das Genom von RNA-Viren wie dem Poliovirus wird durch eine RNA-abhängige RNA-Polymerase vervielfältigt.

## Quelle
- Rolf Knippers: Molekulare Genetik. Georg Thieme Verlag, 9. Auflage, 2006. ISBN 978-3-13-477009-4 (eingeschränkte Vorschau in der Google-Buchsuche).